# كمال ديب
كمال ديب، باحث واختصاصي في الدراسات السياسية والاقتصادية كندي من أصل لبناني. أصدر أكثر من 20 كتابا يختص حول مواضيع اقتصادية واجتماعية في الدول العربية وكندا، وله مئات الأبحاث والدراسات في الشؤون الاقتصادية. ويشغل منصب بروفيسور في مواد الاقتصاد والثقافة في جامعة أوتاوا وكلية ألغونغوين.

## السيرة المهنية
ولد كمال ديب في لبنان وأنتقل مع أسرته إلى كندا وهو في عمر السادسة عشرة. درس في جامعة لافال في كيبك وفي جامعة أوتاوا وتخرّج وحصل على شهادة البكالوريوس في اللغة الألمانية وآدابها، وعلى ماجستير في التنمية الدولية من معهد نورمان باترسون للداراسات العليا في أوتاوا، وحصل على دبلوم دراسات عليا في التنمية الاقتصادية من معهد التعاون الدولي في جامعة أوتاوا، وعلى ماجستير في الاقتصاد النظري وعلى دكتوراه في علم الاقتصاد من الجامعة نفسها. كما أنه عضو جمعية الثقافة العربية الألمانية، وعضو لجنة مشروع متروبوليس الدولي لشؤون الهجرة والتعددية عضو جمعية الخبراء الاقتصاديين في كندا.
عمل ديب مدير أبحاث اقتصادية واجتماعية في الحكومة الكندية لمدة خمسة عشرة عاما ثم عمل في وزارة المالية الفدرالية الكندية في شؤون الدين العام. وشغل مركز خبير اقتصادي رئيسي في الحكومة الكندية ورئيس مركز أبحاث اجتماعية واقتصادية وثقافية في حكومة كندا، كما يعمل بروفيسورا في جامعة أوتاوا وكلّية ألغونغوين ومادة تاريخ الثقافة في جامعة أوتاوا. أصدر كمال ديب كتابه الأول بعنوان «وفرة العُمال في الأمم المتحدة ومنطقة اسكوا» في عام 1995 باللغة الإنجليزية. وله إصدارات عديدة تدور حول الوضع الاقتصادي في العديد من الدول العربية منها العراق في كتابه «موجز تاريخ العراق» الصادر عن دار الفارابي عام 2013، وسوريا في كتبه العديدة «سورية في التاريخ» و«تاريخ سوريا المعاصر من الانتداب الفرنسي إلى صيف 2011» و«أزمة في سورية»، ولبنان «أمراء الحرب وتجار الهيكل خبايا رجال السلطة والمال في لبنان» وثلاثية بنك انترا (يوسف بيدس وروجيه تمرز ورفيق الحريري)، وكندا في كتابه «المعاشات التقاعدية العامة في كندا». أصدر ديب حتى الآن أكثر من 20 كتابا يتخص في مواضيع اقتصادية واجتماعية، هذا بالإضافة إلى الدراسات والأبحاث حول الأزمات المالية والأنشطة الثقافية التي تم نشر معظمها في جريدة النهار. 

## المؤلفات
- وفرة العمال في الأمم المتحدة ومنطقة اسكوا (العنوان الأصلي: Labor Supply in the UN ESCWA Region)، 1995

- المعاشات التقاعدية العامة في كندا (العنوان الأصلي: Public Pensions in Canada)، 1998

- المساواة في العمل في كندا 1991 – 2004 (العنوان الأصلي: Employment Equity in Canada 1991 - 2004)، 1999

- التكلفة الإنسانية والمالية في الحرب في لبنان (العنوان الأصلي: The Human and Physical Cost of War in Lebanon)، 2001

- ثمن الدم والدمار: التعويضات المستحقة للبنان جراء الاعتداءات الإسرائيلية، شركة المطبوعات – بيروت، 2001

- على بوابة الشرق: مشاهدات لبنانية (بحث سوسيولوجي)، دار الفارابي، 2003

- جنرلات الحرب والتجّار (العنوان الأصلي: Warlords and Merchants)، 2004

- ليلى بنت الكروم، دار الفارابي، 2005

- بيروت والحداثة.. الثقافة والهوية من جبران إلى فيروز، دار النهار، 2010

- تاريخ سورية المعاصر من الانتداب الفرنسي إلى الصيف، دار النهار – بيروت، 2011

- صدمة بيروت الثقافية (العنوان الأصلي: Beirut culture Shock)، 2013

- أزمة في سورية، دار النهار للنشر، 2013

- هذا الجسر العتيق: سقوط لبنان المسيحي؟، دار النهار، 2013

- موجز تاريخ العراق، دار الفرابي، 2013

- أمراء الحرب وتجار الهيكل خبايا رجال السلطة والمال في لبنان، دار الفرابي، 2015
- سوريا في التاريخ، من اقدم العصور حتى عام 2016[7]

- يوسف بيدس – إمبراطورية انترا وحيتان المال، المكتبة الشرقية، 2017

- روجيه تمرز إمبراطورية انترا وحيتان المال في لبنان 1968 – 1989، المكتبة الشرقية، 2018

- لعنة قايين، دار الفارابي، 2018

- إمبراطورية انترا وحيتان المال في لبنان 1990 – 2005 رفيق الحريري، المكتبة الشرقية، 2020